# Elecciones generales de Dinamarca de 2026
En 2026 se celebrarán en Dinamarca elecciones generales para elegir a los 179 miembros del Folketing para el período parlamentario 2026-2030.

## Antecedentes

### Elecciones 2022
Las elecciones de 2022 terminaron con una victoria muy apretada para el "bloque rojo" comandado por la socialdemócrata Frederiksen, y también conformado por el Partido Popular Socialista, la Alianza Roji-Verde, el Partido Social Liberal y La Alternativa, logrando exactamente los 90 mandatos que otorgaban la mayoría absoluta al sumar 3 de los 4 escaños de las Islas Feroe y Groenlandia. En el "bloque azul", Venstre, que logró el segundo lugar en la votación, vio una pérdida de casi la mitad de sus mandatos, aun así lograron 73 escaños junto a los Demócratas de Dinamarca, la Alianza Liberal, el Partido Popular Conservador, La Nueva Derecha, el Partido Popular Danés y un mandato de las Islas Feroe. El nuevo partido Moderados, del ex primer ministro Lars Løkke Rasmussen, que no adscribía a ninguno de los dos bloques tradicionales, logró el tercer lugar lo que sería importante durante la formación de gobierno.

### Formación del gobierno
El gobierno resultante —conocido como el segundo gabinete de Frederiksen— representó una ruptura con décadas de política de bloques en Dinamarca, donde tradicionalmente los gobiernos se habían formado a partir de alianzas dentro del bloque rojo (izquierda y centroizquierda) o el bloque azul (centroderecha y derecha). La formación de una alianza entre partidos que históricamente habían competido entre sí fue justificada por sus líderes como una respuesta a la necesidad de “reformas estructurales amplias” y una mayor estabilidad en tiempos de crisis internacionales, especialmente tras la invasión rusa de Ucrania y sus repercusiones en seguridad, economía y energía.

### Formaciones políticas

#### Socialdemócratas
Los Socialdemócratas, liderados por Frederiksen, conservaron su posición como el mayor partido en el Folketing. Su enfoque pragmático en temas como inmigración, política fiscal y seguridad nacional generaron tanto críticas como apoyos, especialmente por adoptar posiciones tradicionalmente asociadas con la derecha. Durante el período 2022–2026, el partido impulsó reformas en defensa, digitalización y transición ecológica, pero fue objeto de escrutinio por una supuesta falta de ambición en la implementación de políticas climáticas y por sus estrictas políticas migratorias.

#### Venstre
Venstre, tradicionalmente el partido dominante del centroderecha danés, sufrió importantes pérdidas electorales en 2022. La decisión de entrar en un gobierno liderado por los socialdemócratas provocó divisiones internas y el alejamiento de parte de su electorado. A pesar de ello, el partido mantuvo un perfil relevante en el gobierno.

#### Moderados
Moderados, fundado por Lars Løkke Rasmussen en 2021, debutó en las elecciones de 2022 con un resultado significativo, posicionándose como fuerza de equilibrio entre los bloques tradicionales. Su participación en el gobierno fue interpretada como un éxito de su discurso centrista y reformista. Løkke Rasmussen, con una larga trayectoria como primer ministro (2009–2011, 2015–2019), desempeñó un rol destacado en las negociaciones de gobierno y ha mantuvo influencia significativa como ministro de Asuntos Exteriores.

#### Izquierda Verde
El Partido Popular Socialista, situado a la izquierda de los socialdemócratas, experimentó un fortalecimiento paulatino a lo largo de la legislatura. Liderado por Pia Olsen Dyhr, el SF enfoco su acción en temas medioambientales, justicia social y servicios públicos. Aunque se mantuvo fuera del gobierno, colaboró ocasionalmente en iniciativas legislativas, posicionándose como alternativa dentro del bloque rojo para un posible cambio de gobierno.

#### Demócratas de Dinamarca
Fundado por Inger Støjberg tras su salida de Venstre, el partido emergió como una de las nuevas fuerzas del espectro conservador-populista. Con un fuerte discurso contra la inmigración y en defensa del estado de bienestar para los ciudadanos daneses, logrando consolidarse como una alternativa dentro del bloque azul.

#### Alianza Liberal
La Alianza Liberal, liderada por Alex Vanopslagh, experimentó un notable resurgimiento en las elecciones de 2022 tras haber estado en declive desde su participación en el gobierno de Lars Løkke Rasmussen (2015–2019). El partido se consolidó como una de las voces más firmes del bloque azul, presentando una plataforma liberal clásica centrada en reducción de impuestos, libertad individual, emprendimiento y crítica al estado de bienestar expansivo.
Durante el período parlamentario 2022–2025, el partido adoptó una estrategia dirigida a los votantes jóvenes y urbanos, con un fuerte uso de redes sociales y un estilo directo y confrontacional. Su oposición al gobierno de coalición fue tajante, acusando a los partidos gobernantes de tecnocracia fiscal y de mantener un Estado demasiado intervencionista.

#### Alianza Roji-Verde
La Alianza Roji-Verde mantuvo una línea crítica con respecto al gobierno, especialmente en temas de política migratoria, defensa y medio ambiente. Buscando representar una izquierda más ideológica y opuso frontalmente a lo que considera una deriva tecnocrática y centrista de los socialdemócratas.

#### Partido Social Liberal
El Partido Social Liberal, tradicional aliado de los socialdemócratas en gobiernos anteriores, quedó marginado del nuevo ejecutivo tras un desempeño electoral modesto. Durante el período 2022–2025, oscilo entre la colaboración parlamentaria y la oposición crítica, especialmente en materia de derechos civiles y educación.

#### Partido Popular Danés
El Partido Popular Danés, formación nacional-conservadora, ha atravesado un proceso de reconfiguración interna bajo el liderazgo de Morten Messerschmidt. Pese a su debilitamiento electoral desde 2019, el partido buscó recuperar protagonismo mediante un discurso centrado en identidad nacional, euroscepticismo y control migratorio.

#### La Alternativa
La Alternativa, fundado en 2013 por el exministro de Cultura Uffe Elbæk, es un partido centrado en la transición ecológica, la sostenibilidad y nuevas formas de participación democrática. Tras un fuerte desempeño inicial en 2015, el partido vivió una significativa crisis interna y electoral hacia finales de la década, que incluyó escisiones y cambios en el liderazgo.
Bajo la dirección de Franciska Rosenkilde desde 2020, La Alternativa logró estabilizarse y recuperar cierto protagonismo en el debate político, particularmente en temas climáticos, bienestar animal, y nuevas economías. Aunque no formó parte del gobierno ni del bloque mayoritario, contribuyo en temas legislativos puntuales.

## Sistema electoral
Los 179 miembros del Folketing son elegidos en Dinamarca (175), las Islas Feroe (2) y Groenlandia (2). Los 175 escaños en Dinamarca incluyen 135 escaños elegidos en diez circunscripciones electorales plurinominales por representación proporcional, utilizando el método d'Hondt. Se eligen otros 40 escaños de nivelación para solucionar cualquier desequilibrio en la distribución de los escaños de la circunscripción, y se distribuyen entre todos los partidos que superan el umbral electoral del 2%, según su porcentaje de votos a nivel nacional.
Según la Constitución danesa, la elección deberá celebrarse a más tardar el 31 de octubre de 2026, ya que la última elección se celebró el 1 de noviembre de 2022. La primera ministra puede convocar elecciones en cualquier fecha, siempre que esa fecha no sea posterior a cuatro años de la elección anterior, y esto a menudo se cita como una ventaja táctica para el gobierno en funciones, ya que puede convocar elecciones anticipadas cuando las encuestas son favorables. Por ejemplo, Lars Løkke Rasmussen, el anterior primer ministro, anunció el 7 de mayo de 2019 que las elecciones se celebrarían el 5 de junio de 2019. La última fecha posible para esa elección era el 17 de junio de 2019.

## Formaciones participantes

### Formaciones con representación parlamentaria
A continuación se muestra una lista de los partidos y alianzas electorales. Las candidaturas aparecen enumeradas en orden descendente de escaños obtenidos en las anteriores elecciones. A su vez, los partidos, federaciones, coaliciones y agrupaciones que conforman el gobierno en el momento de las elecciones están sombreados en verde claro:
| Formación política | Formación política | Formación política          | Ideología                   | Posición        | Líder                  | Escaños |
| ------------------ | ------------------ | --------------------------- | --------------------------- | --------------- | ---------------------- | ------- |
| Dinamarca          |                    |                             |                             |                 |                        |         |
|                    | S                  | Socialdemócratas            | Socialdemocracia            | Centroizquierda | Mette Frederiksen      | 50/179  |
|                    | V                  | Partido Liberal Danés       | Liberalismo conservador     | Centroderecha   | Troels Lund Poulsen    | 24/179  |
|                    | SF                 | Izquierda Verde             | Socialismo democrático      | Centroizquierda | Pia Olsen Dyhr         | 15/179  |
|                    | DD                 | Demócratas de Dinamarca     | Populismo de derecha        | Derecha         | Inger Støjberg         | 15/179  |
|                    | LA                 | Alianza Liberal             | Liberalismo                 | Centroderecha   | Alex Vanopslagh        | 15/179  |
|                    | M                  | Moderados                   | Liberalismo                 | Centro          | Lars Løkke Rasmussen   | 13/179  |
|                    | C                  | Partido Popular Conservador | Conservadurismo liberal     | Centroderecha   | Mona Juul              | 10/179  |
|                    | Ø                  | Alianza Roji-Verde          | Socialismo democrático      | Izquierda       | Pelle Dragsted         | 9/179   |
|                    | DF                 | Partido Popular Danés       | Conservadurismo social      | Derecha         | Morten Messerschmidt   | 7/179   |
|                    | B                  | Partido Social Liberal      | Socioliberalismo            | Centro          | Martin Lidegaard       | 6/179   |
|                    | Å                  | La Alternativa              | Política verde              | Centroizquierda | Franciska Rosenkilde   | 5/179   |
|                    | BP                 | Partido Ciudadano           | Populismo de derecha        | Extrema derecha | Lars Boje Mathiesen    | 1/179   |
| Islas Feroe        |                    |                             |                             |                 |                        |         |
|                    | SB                 | Partido Unionista           | Liberalismo conservador     | Centroderecha   | Bárður á Steig Nielsen | 1/179   |
|                    | JF                 | Partido de la Igualdad      | Socialdemocracia            | Centroizquierda | Aksel V. Johannesen    | 1/179   |
| Groenlandia        |                    |                             |                             |                 |                        |         |
|                    | IA                 | Inuit Ataqatigiit           | Nacionalismo de izquierda   | Izquierda       | Múte Bourup Egede      | 1/179   |
|                    | N                  | Naleraq                     | Independentismo groenlandés | Centro          | Pele Broberg           | 1/179   |

## Encuestas

Gráfico de la regresión local de las encuestas.

### 2025
| Encuestadora              | Fecha                         | Muestra | S                         | V     | M    | SF   | DD   | LA   | C    | Ø    | B    | DF   | Å    | BP  | Otros | Diferencia |  |  |  |  |  |
| ------------------------- | ----------------------------- | ------- | ------------------------- | ----- | ---- | ---- | ---- | ---- | ---- | ---- | ---- | ---- | ---- | --- | ----- | ---------- |  |  |  |  |  |
| Encuestadora              | Fecha                         | Muestra | Elecciones generales 2026 | 2026  | –    |      |      |      |      |      |      |      |      |     | Otros | Diferencia |  |  |  |  |  |
| Voxmeter                  | 23–29 Jun 2025                | 1,002   | 22.4                      | 11.0  | 4.0  | 13.0 | 8.7  | 13.1 | 6.2  | 7.0  | 4.3  | 1.9  | 5.8  | 2.5 | 0.4   | 9.3        |  |  |  |  |  |
| Voxmeter                  | 9–15 Jun 2025                 | 1,007   | 22.7                      | 10.1  | 3.1  | 13.2 | 10.1 | 12.5 | 6.2  | 8.2  | 4.2  | 3.1  | 4.8  | 1.4 | 0.4   | 9.5        |  |  |  |  |  |
| Voxmeter                  | 2–8 Jun 2025                  | 1,011   | 23.8                      | 11.1  | 3.6  | 12.5 | 10.5 | 10.8 | 6.1  | 7.5  | 4.4  | 2.5  | 5.0  | 1.7 | 0.5   | 11.3       |  |  |  |  |  |
| Epinion                   | 26 May–2 Jun 2025             | 1,582   | 21.1                      | 9.4   | 4.1  | 14.3 | 9.5  | 11.7 | 5.4  | 7.5  | 4.1  | 2.8  | 7.6  | 1.8 | —     | 6.8        |  |  |  |  |  |
| Voxmeter                  | 19–25 de mayo de 2025         | 1,003   | 23.8                      | 10.9  | 4.4  | 13.2 | 8.5  | 13.1 | 6.6  | 6.7  | 4.5  | 2.4  | 3.7  | 2.1 | 0.1   | 10.6       |  |  |  |  |  |
| Voxmeter                  | 12–18 de mayo de 2025         | 1,001   | 24.0                      | 10.0  | 3.3  | 13.9 | 9.6  | 13.3 | 5.7  | 6.7  | 4.9  | 2.1  | 4.4  | 1.7 | 0.4   | 10.1       |  |  |  |  |  |
| Voxmeter                  | 5–11 de mayo de 2025          | 1,007   | 23.4                      | 10.6  | 3.4  | 12.8 | 9.3  | 12.3 | 6.2  | 7.3  | 4.2  | 3.0  | 5.2  | 0.9 | 1.4   | 10.6       |  |  |  |  |  |
| Voxmeter                  | 28 de abril–4 de mayo de 2025 | 1,003   | 22.9                      | 9.2   | 3.8  | 14.1 | 9.9  | 13.5 | 5.4  | 8.0  | 4.7  | 1.9  | 5.2  | 1.1 | 0.3   | 8.8        |  |  |  |  |  |
| Epinion                   | 22–29 Abr 2025                | 1,483   | 22.9                      | 10.3  | 3.9  | 13.6 | 10.4 | 13.1 | 5.7  | 7.1  | 4.4  | 2.6  | 5.7  | 1.1 | —     | 9.3        |  |  |  |  |  |
| Voxmeter                  | 21–27 Abr 2025                | 1,005   | 22.4                      | 9.5   | 3.5  | 13.7 | 9.6  | 14.0 | 6.4  | 7.8  | 4.0  | 2.0  | 4.9  | 1.7 | 0.5   | 8.4        |  |  |  |  |  |
| Voxmeter                  | 14–20 Abr 2025                | 1,002   | 23.5                      | 10.0  | 3.5  | 12.7 | 9.2  | 13.1 | 5.6  | 7.6  | 4.9  | 2.1  | 4.8  | 2.4 | 0.6   | 10.4       |  |  |  |  |  |
| Voxmeter                  | 7–13 Abr 2025                 | 1,007   | 22.6                      | 9.2   | 3.5  | 13.9 | 9.2  | 12.2 | 6.1  | 7.1  | 6.4  | 2.9  | 4.1  | 1.9 | 0.9   | 8.7        |  |  |  |  |  |
| Voxmeter                  | 31 Mar–6 Abr 2025             | 1,016   | 22.8                      | 10.1  | 4.3  | 14.0 | 9.2  | 13.8 | 5.6  | 6.2  | 5.3  | 2.2  | 4.5  | 1.5 | 0.5   | 8.8        |  |  |  |  |  |
| Verian                    | 26 Mar–1 Abr 2025             | 1,641   | 22.5                      | 10.8  | 3.8  | 15.0 | 8.3  | 12.9 | 5.8  | 6.9  | 4.0  | 1.6  | 5.3  | 1.8 | 1.3   | 8.8        |  |  |  |  |  |
| Voxmeter                  | 24–30 Mar 2025                | 1,076   | 22.6                      | 10.4  | 3.2  | 13.3 | 10.4 | 13.0 | 6.4  | 6.9  | 4.8  | 2.0  | 4.7  | 1.8 | 0.5   | 9.3        |  |  |  |  |  |
| Epinion                   | 19–26 Mar 2025                | 1,640   | 23.2                      | 9.3   | 3.6  | 14.9 | 10.8 | 12.8 | 5.5  | 6.6  | 4.7  | 2.0  | 4.5  | 1.2 | —     | 8.3        |  |  |  |  |  |
| Voxmeter                  | 17–23 Mar 2025                | 1,002   | 23.8                      | 9.3   | 4.0  | 12.5 | 9.4  | 12.2 | 7.0  | 6.3  | 5.2  | 2.2  | 5.2  | 1.9 | 1.0   | 11.3       |  |  |  |  |  |
| Voxmeter                  | 10–16 Mar 2025                | 1,005   | 23.4                      | 10.5  | 3.4  | 13.2 | 10.4 | 11.8 | 6.5  | 6.5  | 4.0  | 2.5  | 4.8  | 2.1 | 0.9   | 10.2       |  |  |  |  |  |
| Voxmeter                  | 3–9 Mar 2025                  | 1,002   | 23.2                      | 9.8   | 3.3  | 14.4 | 10.1 | 11.2 | 6.8  | 6.9  | 4.6  | 2.2  | 4.8  | 1.3 | 1.3   | 8.8        |  |  |  |  |  |
| Verian                    | 26 Feb–4 Mar 2025             | 1,797   | 21.9                      | 11.1  | 4.3  | 14.5 | 9.2  | 10.5 | 7.6  | 6.5  | 4.4  | 2.2  | 5.3  | 1.6 | 2.5   | 8.8        |  |  |  |  |  |
| Voxmeter                  | 24 Feb–2 Mar 2025             | 1,012   | 22.6                      | 11.1  | 3.5  | 15.0 | 10.0 | 12.1 | 6.2  | 5.8  | 4.0  | 2.3  | 4.2  | 1.7 | 1.5   | 7.6        |  |  |  |  |  |
| Voxmeter                  | 17–23 Feb 2025                | 1,013   | 21.8                      | 10.5  | 3.5  | 13.6 | 10.0 | 13.2 | 6.2  | 6.5  | 4.3  | 2.7  | 4.2  | 2.2 | 1.3   | 8.2        |  |  |  |  |  |
| Voxmeter                  | 10–16 Feb 2025                | 1,002   | 21.0                      | 10.3  | 4.1  | 14.2 | 9.7  | 12.2 | 6.7  | 6.9  | 4.5  | 2.7  | 5.3  | 1.3 | 1.1   | 6.8        |  |  |  |  |  |
| Voxmeter                  | 3–9 Feb 2025                  | 1,028   | 19.9                      | 10.7  | 4.0  | 14.2 | 9.3  | 11.6 | 6.9  | 8.0  | 4.5  | 2.3  | 4.7  | 1.6 | 2.3   | 5.7        |  |  |  |  |  |
| Verian                    | 29 Jan–4 Feb 2025             | 1,897   | 23.0                      | 11.4  | 4.0  | 14.4 | 9.6  | 9.2  | 7.2  | 6.6  | 4.4  | 1.8  | 5.4  | 1.8 | 1.2   | 8.6        |  |  |  |  |  |
| Voxmeter                  | 27 Jan–2 Feb 2025             | 1,010   | 20.4                      | 9.5   | 3.7  | 14.9 | 10.0 | 12.3 | 7.8  | 7.2  | 4.3  | 1.5  | 4.5  | 2.2 | 1.7   | 5.5        |  |  |  |  |  |
| Voxmeter                  | 20–26 Ene 2025                | 1,001   | 20.4                      | 10.1  | 3.2  | 15.1 | 11.7 | 11.8 | 7.0  | 7.0  | 4.5  | 1.7  | 4.1  | 1.2 | 2.2   | 5.3        |  |  |  |  |  |
| Epinion                   | 15–22 Ene 2025                | 1,635   | 19.7                      | 8.6   | 4.4  | 15.8 | 11.5 | 11.6 | 6.8  | 6.8  | 4.1  | 2.4  | 4.9  | 1.8 | —     | 3.9        |  |  |  |  |  |
| Voxmeter                  | 13–19 Ene 2025                | 1,014   | 19.1                      | 9.2   | 3.5  | 16.0 | 10.5 | 13.1 | 6.6  | 7.2  | 5.3  | 2.0  | 5.1  | 1.0 | 1.4   | 3.1        |  |  |  |  |  |
| Voxmeter                  | 6–12 Ene 2025                 | 1,039   | 19.2                      | 10.5  | 3.5  | 17.3 | 11.1 | 12.1 | 6.6  | 6.3  | 4.8  | 1.6  | 4.2  | —   | 2.8   | 1.9        |  |  |  |  |  |
| Elecciones generales 2022 | 1 Nov 2022                    | –       | 27.50                     | 13.32 | 9.27 | 8.30 | 8.12 | 7.89 | 5.51 | 5.13 | 3.79 | 3.33 | 2.64 | —   | 5.21  | 14.18      |  |  |  |  |  |